# Nukutepipi

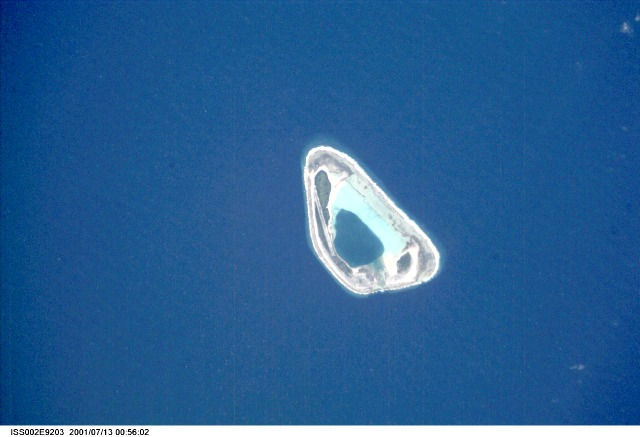
Fotografia da NASA do Atol Nukutepipi.

Nukutepipi é um atol das Ilhas do Duque de Gloucester, na Polinésia Francesa, com uma superfície total de 5,6 km².
O atol está situado a 30 km a sudeste de Anuanurunga e a 700 km a sudeste do Taiti. Dispõe de um aeródromo privado, construído em 1982, que pertenceu a Jean-Pierre Fourcade, um dos grandes comerciantes de pérolas negras. Desde 1991 é propriedade de uma companhia japonesa.

## Administração
Administrativamente é um dos quatro atóis das Ilhas do Duque de Gloucester que pertencem à comuna de Héréhérétué, e que está associado à comuna de Hao, situada no Arquipélago de Tuamotu.

## Ligações Externas
- Lista de Atóis (em francês)